# Karl Ebner
Karl Ebner (* 27. Oktober 1901 in Franzensfeste, Gefürstete Grafschaft Tirol, Österreich-Ungarn; † 11. November 1983 in Lienz, Osttirol) war ein österreichischer Jurist, Gestapo-Chef und SS-Obersturmbannführer. In der Zeit des Nationalsozialismus arbeitete er als stellvertretender Leiter der Geheimen Staatspolizei Wien und rühmte sich seiner führenden Rolle bei der Deportation von 58.000 Juden in seinem Bereich.

## Leben
Karl Ebner stammte aus einem katholischen Elternhaus. Als er 1923 – seine engere Heimat war nach dem Ende des Ersten Weltkriegs vom Königreich Italien annektiert worden – in das italienische Heer eingezogen werden sollte, übersiedelte er ins österreichisch gebliebene Osttirol und betrat Südtirol nie wieder.
Ebner begann sein Studium im WS 1923/24 an der Rechts- und Staatswissenschaftlichen Fakultät der Universität Graz und wurde er Mitglied der KÖHV Carolina Graz. Er wechselte aber zum WS 1925/26 an die Universität Wien und zur dortigen KÖStV Kürnberg Wien, deren Senior in diesem Semester der später von der SS ermordete Ludwig Bernegger war. Beide katholische Studentenverbindungen gehören zum Österreichischen Cartellverband. Ebners Mitgliedschaft in der Kürnberg endete mit seinem Austritt aus der katholischen Kirche im Jahr 1939. Dennoch hielt er in den 1940er Jahren mehrfach seine Hand über in das Visier der Gestapo geratene CVer, wie etwa Jakob Fried und Karl Rudolf.
Der 1928 promovierte Jurist begann seine Polizeilaufbahn in der Ersten Republik, wurde aber schon 1936, während der Ständestaatsdiktatur, illegales Mitglied der NSDAP und trat am 3. Januar 1937 der SS bei (SS-Nummer 302.994). Am 28. Mai 1938 beantrage er die reguläre Aufnahme in die NSDAP und wurde rückwirkend zum 1. Mai desselben Jahres aufgenommen (Mitgliedsnummer 6.242.415).
Nach dem „Anschluss“ Österreichs an das Deutsche Reich, 1938, trat Ebner in die Gestapo ein, die im Wiener Stadtzentrum, im ehemaligen Hotel Métropole am Morzinplatz, ihren Sitz errichtete und sich zur größten Staatspolizeileitstelle des Deutschen Reiches entwickelte. Ebner war die „graue Eminenz“ der Wiener Gestapo. Chef der Leitstelle Wien war Franz Josef Huber, ein Münchner, mit dem Ebner befreundet war und in dessen Haushalt er zeitweilig lebte. Huber delegierte praktisch alle exekutiven Aufgaben an seinen Stellvertreter Ebner und es war auch Ebner, der dem Amtsdirektor der Kultusgemeinde am 1. Februar 1941 die Weisungen zur endgültigen Deportation der in Wien verbliebenen Jüdinnen und Juden bekanntgab. Darin werden alle Vermögenswerte der Deportierten als „Schenkung“ bezeichnet, deren Erlös „zur Deckung der Kosten der Umsiedlung und Auswanderung sowie der endgültigen Lösung des Judenproblems“ bestimmt sei.
Ebner leitete von Juni 1939 bis April 1942 das Referat Weltanschauliche Gegner der Gestapo und spielte damit eine Schlüsselrolle bei der Verfolgung, Beraubung und Deportation der vom NS-Regime als jüdisch eingestuften Menschen. 1942 avancierte Ebner zum stellvertretenden Leiter der Gestapoleitstelle Wien, im gleichen Jahr wurde er zum SS-Obersturmbannführer, seinem höchsten SS-Rang, ernannt.
Anfang 1943, als sich im Zweiten Weltkrieg das Blatt zuungunsten Deutschlands wendete, begann Ebner für ausgewählte Personen, darunter Angehörige des höheren Klerus und Mitglieder des Cartellverbandes wie er selbst, zu intervenieren: Er warnte und schützte Menschen, die mit der Gestapo in Konflikt geraten waren, und rettete einer Reihe von ihnen das Leben. Unter anderem half er der jüdischen Frau des prominenten Schauspielers Hans Moser, die in Budapest von der Deportation nach Auschwitz bedroht war, zu ihrem Ehemann nach Wien zurückzukehren. (1948, bei seinem Volksgerichtsprozess in Wien, sagten über 20 Menschen, denen Ebner angeblich oder tatsächlich geholfen hatte, als Entlastungszeugen für ihn aus und retteten ihn damit vor der geforderten Todesstrafe.)
Mit der Ablöse Hubers als Gestapochef am 1. Dezember 1944 durch Rudolf Mildner verlor Ebner zunehmend Einfluss und Kompetenzen. Schließlich wurde ein Strafverfahren gegen ihn eingeleitet und er wurde am 16. März 1945 von einem SS-Gericht wegen Wehrkraftzersetzung, Häftlingsbegünstigung und Korruption dreifach zum Tod verurteilt. In einem Gnadengesuch an Heinrich Himmler schrieb Ebner: „Insbesondere auf dem Gebiete der Judenmaßnahmen ist wohl mein Name mit der Tatsache aufs Engste verknüpft, dass ich es gewesen bin, der die Judenfrage in Wien, wohl der verjudetsten Großstadt des Großdeutschen Reiches, in einwandfreier und kompromissloser Weise gelöst habe. Rund 1 Milliarde Sachwerte wurden durch die von mir aufgezogene Organisation dem Reiche zugeführt.“ Himmler reagierte auf das Gesuch nicht, das Todesurteil wurde aber in den Wirren der letzten Kriegstage nicht mehr ausgeführt.
Nach Kriegsende wurde Ebner in britische Internierungslager verbracht und am 20. Februar 1947 an die österreichischen Behörden übergeben. Am 11. Dezember 1948 wurde er aufgrund seiner Funktion als Abteilungsleiter bzw. stellvertretender Leiter der Gestapo Wien vom Wiener Volksgericht zu 20 Jahren schweren Kerkers verurteilt. Am 16. Mai 1953 begnadigte ihn Bundespräsident Theodor Körner auf Wunsch der großkoalitionären Bundesregierung Raab I und vor allem Alfons Gorbachs, der Ebner aus ihrer Studentenzeit bei Carolina Graz verbunden war. Ebner wohnte nach der Haftentlassung bis September 1954 bei seinen Eltern in Dölsach, kehrte dann nach Wien zurück und arbeitete ab 1955 bis zu seiner Pensionierung 1968 als Hausverwalter bei der Bau- und Siedlungsgenossenschaft GESFÖ, einer Tochtergesellschaft der Creditanstalt. Er starb am 11. November 1983 in Lienz an Gallenkrebs und wurde auf dem Kahlenberger Friedhof in Wien beigesetzt.